# Phoebis argante
Phoebis argante är en fjärilsart som först beskrevs av Fabricius 1775.  Phoebis argante ingår i släktet Phoebis och familjen vitfjärilar. Inga underarter finns listade i Catalogue of Life.

## Bildgalleri

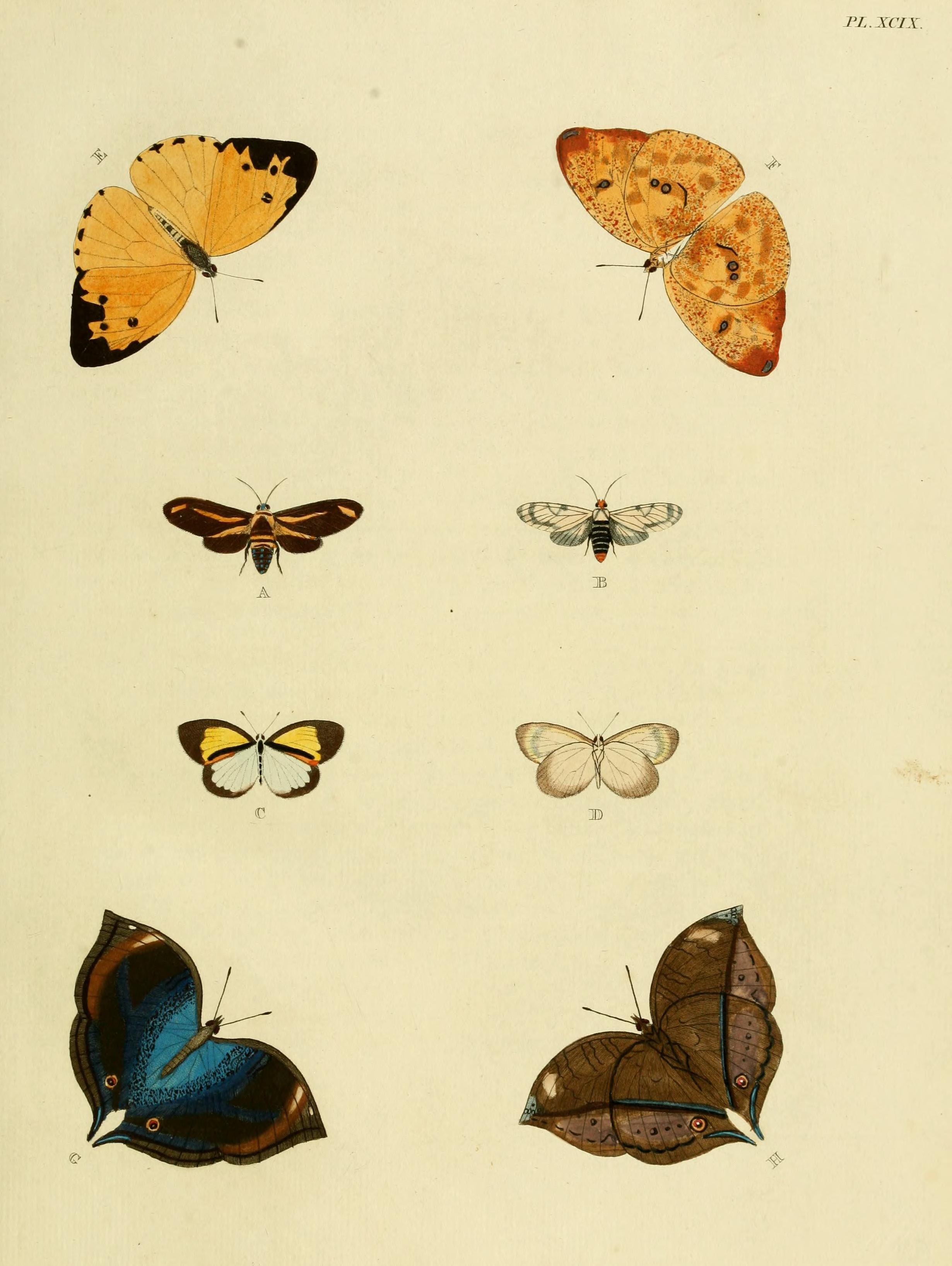
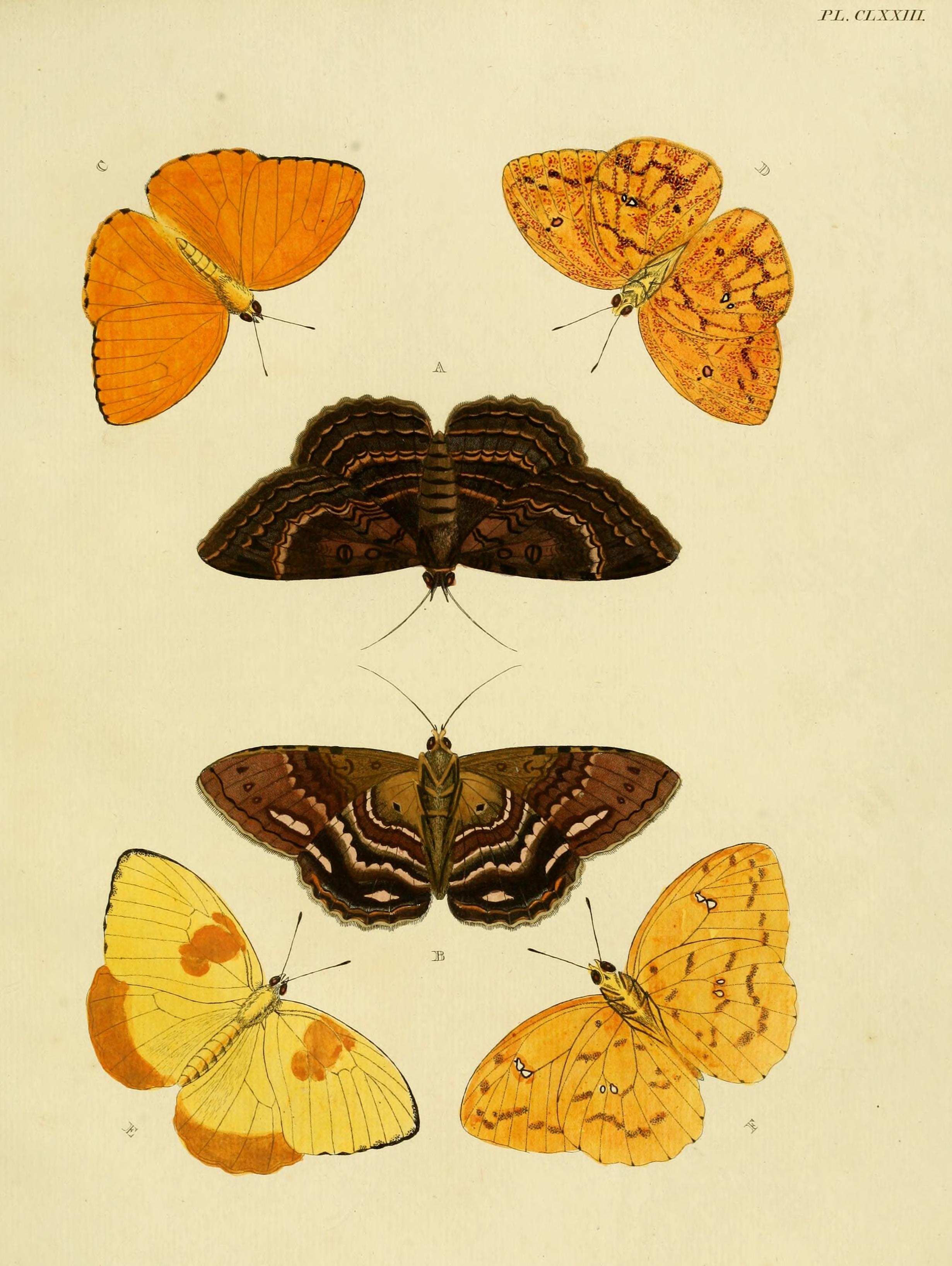
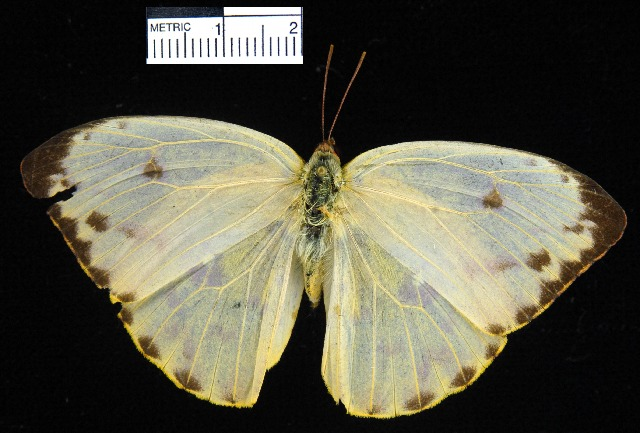
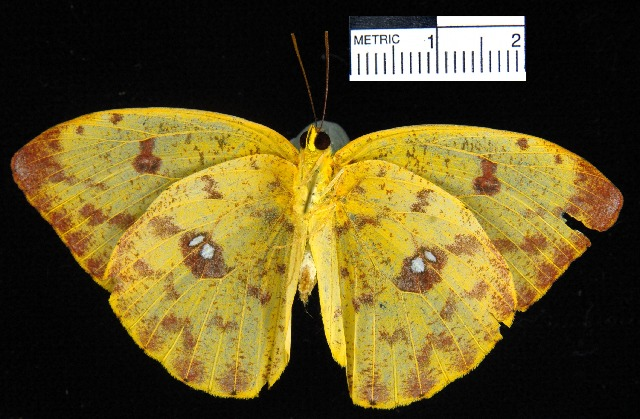
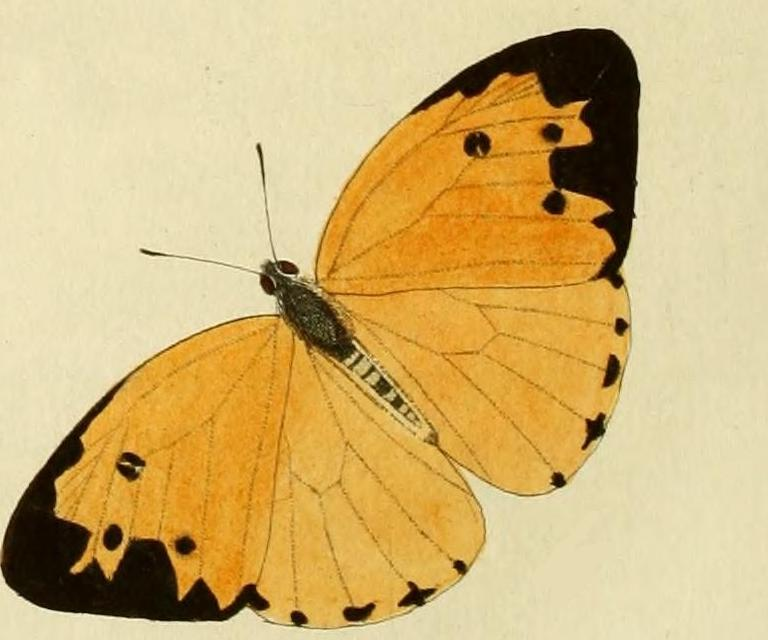
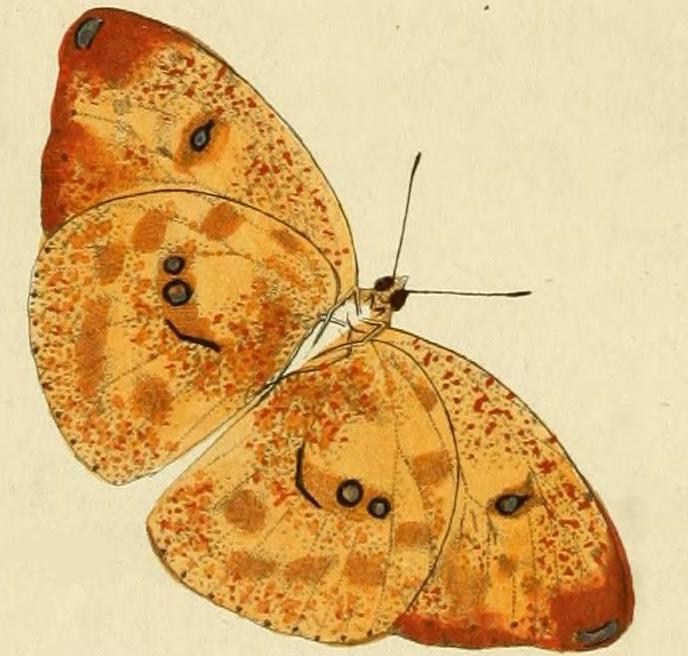